# تیم ملی فوتبال زنان اوکراین
تیم ملی فوتبال زنان اوکراین نمایندهٔ زنان کشور اوکراین در ردهٔ ملی است. این تیم تحت نظارت فدراسیون فوتبال اوکراین اداره می‌شود. این تیم از اوت سال ۱۹۹۳ به انجام بازی می‌پردازد. نخستین (تا کنون) رقابت بزرگی که آنها در آن بازی کرده‌اند مسابقات فوتبال زنان اروپا ۲۰۰۹ در فنلاند بوده‌است. از رقابتهای اخیر این تیم می‌توان به انتخابی جام جهانی فوتبال زنان ۲۰۱۵ اشاره داشت.

## پیشینه رقابتها

### جام جهانی
| جام جهانی | جام جهانی  | جام جهانی       | جام جهانی | جام جهانی | جام جهانی | جام جهانی | جام جهانی | جام جهانی | جام جهانی |
| سال       | نتیجه      | بازی انجام داده | برد       | تساوی*    | باخت      | گل زده    | گل خورده  | تفاضل گل  |           |
| --------- | ---------- | --------------- | --------- | --------- | --------- | --------- | --------- | --------- | --------- |
| ۱۹۹۱      | وارد نشد   | -               | -         | -         | -         | -         | -         | -         |           |
| ۱۹۹۵      | انتخاب نشد | -               | -         | -         | -         | -         | -         | -         |           |
| ۱۹۹۹      | انتخاب نشد | -               | -         | -         | -         | -         | -         | -         |           |
| ۲۰۰۳      | انتخاب نشد | -               | -         | -         | -         | -         | -         | -         |           |
| ۲۰۰۷      | انتخاب نشد | -               | -         | -         | -         | -         | -         | -         |           |
| ۲۰۱۱      | انتخاب نشد | -               | -         | -         | -         | -         | -         | -         |           |
| ۲۰۱۵      | انتخاب نشد | -               | -         | -         | -         | -         | -         | -         |           |
| مجموع     | ۰/۷        | -               | -         | -         | -         | -         | -         | -         |           |

### پیشینه رقابتهای اروپایی
| سال   | نتیجه       | مسابقه | برد | تساوی | باخت | گل زده | گل خورده |
| ----- | ----------- | ------ | --- | ----- | ---- | ------ | -------- |
| ۱۹۹۳  | وارد نشد    | –      | –   | –     | –    | –      | –        |
| ۱۹۹۵  | انتخاب نشد  | –      | –   | –     | –    | –      | –        |
| ۱۹۹۷  | انتخاب نشد  | –      | –   | –     | –    | –      | –        |
| ۲۰۰۱  | انتخاب نشد  | –      | –   | –     | –    | –      | –        |
| ۲۰۰۵  | انتخاب نشد  | –      | –   | –     | –    | –      | –        |
| ۲۰۰۹  | مرحلهٔ گروهی | ۳      | ۱   | ۰     | ۲    | ۲      | ۴        |
| ۲۰۱۳  | انتخاب نشد  | –      | –   | –     | –    | –      | –        |
| مجموع | ۱/۷         | ۳      | ۱   | ۰     | ۲    | ۲      | ۴        |

### مسابقات دعوتی
- جام آلبینا: قهرمان در سال ۲۰۰۰ (۱ مرتبه)